# Walter Werginz
Walter Werginz (18 agosto 1913 – Sukhovola, 21 marzo 1944) è stato un calciatore austriaco, di ruolo attaccante.

## Biografia
È morto combattendo nella seconda guerra mondiale.

## Carriera

### Club
Dal 1935 al 1944 ha giocato nel KAC.

### Nazionale
Ha partecipato ai Giochi Olimpici di Berlino 1936, chiusi dalla sua Nazionale con la vittoria della medaglia d'argento dopo la sconfitta ai tempi supplementari nella finale contro l'Italia; nel corso del torneo ha giocato tutte e 4 le partite disputate dall'Austria, segnando anche una rete nella partita contro il Perù.